# Logikbaustein

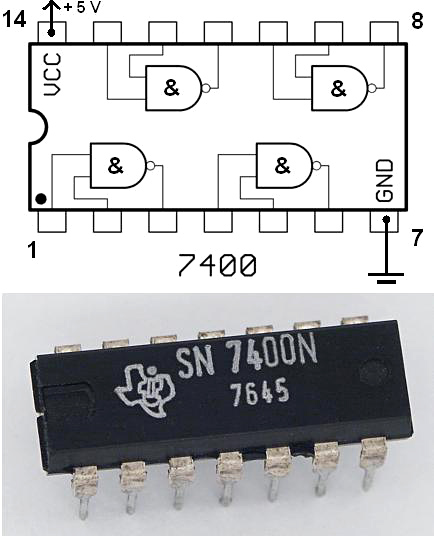
Bild und Schaltbild (oben) eines SN7400, eines Vierfach-NAND-Gatters mit jeweils zwei Eingängen aus der weit verbreiteten 74xx-Logikfamilie. Das IC hat ein typisches DIP-Gehäuse.

Als Logikbaustein bezeichnet man in der Elektronik digitale integrierte Schaltkreise, welche sehr einfache bis sehr komplexe logische Schaltfunktionen realisieren können. Die Palette reicht von Bauelementen mit mehreren einfachen Logikgattern, wie z. B. UND-, ODER- und NAND-Gatter (siehe Bild), sowie Flipflops bis hin zu programmierbaren Bauelementen wie PLDs, FPGAs, Gate-Arrays und kundenspezifischen integrierten Schaltungen (ASICs).
Bedingt durch die abstrakte Vorgehensweise bei der Entwicklung elektronischer Schaltungen heute, wird mit dem Begriff gedanklich inzwischen auch ein virtueller Baustein aus der Bibliothek einer EDA-Software verbunden, also die bloße Beschreibung einer digitalen Schaltfunktion.
In der Anfangszeit der Digitaltechnik wurden Logikfunktionen und Speicher auch mit diskreten Bauelementen realisiert (Relais, Elektronenröhren oder Transistoren und den erforderlichen Arbeitswiderständen). Eine oder mehrere Funktionen befanden sich auf je einer Leiterplatte. Die frühen Heimcomputer bzw. Personal Computer der 1970er und 1980er Jahre umfassten neben dem Mikroprozessor meist viele Logikbausteine der 74xx-Reihe, etwa der Apple I, der Apple II und auch der erste IBM PC von 1981. Mit Relais realisierte, einfache Logikfunktionen bzw. Logikschaltungen werden auch heute noch eingesetzt, z. B. bei der Selbsthaltefunktion, dem Stromstoßrelais oder dem Not-Aus-Schaltgerät.
Eine weitere wichtige Gruppe der Logikbausteine sind die CMOS-Schaltkreise der Serien 4000 und 74C/HC.
Im weiteren Sinne gehören zu den Logikbauelementen auch die Speicherbauelemente, beginnend vom 1-Bit-Speicher (Flipflop) bis hin zum komplexen Speichermodul.
Für industrielle Steuerungen werden Logikfunktionen auch mittels Fluidtechnik (Pneumatik, Hydraulik) realisiert.